# Heptathela kimurai
La araña kimuro (Heptathela kimurai) es una araña del Viejo Mundo, que se encuentra principalmente en Japón y descrita por Kimura Arika, que la descubrió en 1920. Pertenece al sub-orden Mesothelae (arañas primitivas excavadoras) y pueden llegar a medir hasta 3 cm de longitud. Sus madrigueras están cubiertas por una capa de hojarasca que constituye un perfecto camuflaje.
Los ancestrales rasgos de la araña kimuro incluyen una hilera central y signos de segmentación en el abdomen. Estas características no son apreciables en arañas modernas, por lo tanto, el estudio de esta araña puede arrojar luz sobre la investigación que se ocupa de la evolución de todas las arañas.
Aunque las arañas de kimuro no tienen veneno, poseen unos quelíceros muy fuertes que pueden producir mordeduras muy dolorosas.
La palabra "kumo" significa en japonés araña. ("Gumo" es una variante de pronunciación debido al fenómeno conocido como rendaku.) Esta araña es miembro del suborden Mesothelae, de 400 millones de años de antigüedad, lo que pone a la araña de Kimura entre las  arañas más primitivas existentes hoy día. Su hilera se encuentra situada en el centro del cuerpo, a diferencia de las arañas modernas que lo poseen en la parte posterior del abdomen. Fija sus huevos en la superficie de su madriguera protegiéndolos con seda. La araña rodea también los túneles con una telaraña. Cuando se encuentra en medio de una cacería va dejando una línea de seda tras ella que la ayuda a orientarse.
Existe una serie de subespecies entre las que se incluyen: H. k. amamiensis, H. k. higoensis, H. k. yanbaruensis y H. k. yakushimaensis.